# Gay Gigante
Gay Gigante es  la primera historieta autobiográfica sobre lo que significa crecer siendo gay en lo años noventa en Chile, escrita por Gabriel Ebensperger en 2015. Narra el miedo que se llega a tener desde niño hasta ser adulto por ser gay.

## Trayectoria editorial
En 2013 Gabriel Ebensperger comenzó a escribir e ilustrar con referencias sobre sus propias experiencias sobre ser gay en un blog de dibujo por consejo de Alberto Montt. Gay Gigante (ISBN 978-956-324-394-9) fue publicado por primera vez en el 10 de diciembre de 2015 oficialmente como una novela gráfica con 290 páginas por la editorial Catalonia.  En 2022 fue publicado por Street Noise Book en su traducción al inglés realizada por Kelley D. Salas y Mercedes Guhl.
Gay Gigante no es literalmente un gay que es gigante, pero sí esa autopercepción. El nombre es el miedo a nunca pasar desapercibido y ser notado siempre como alguien raro al igual que lo haría un gigante en un cuento.El diseño gráfico se redujo a realizar la totalidad del libro en magenta, pensando como un artefacto de protesta ante la homofobia como parte del machismo de lo que debería gustarle a un hombre.

## Sinopsis
Un niño siente miedo de vivir en un mundo que le resulta adverso por ser gay. Canta Yuri mientras disfruta del Festival de Viña del Mar, siente gusto por las Barbies, Raffaella Carrà, odia su trabajo, ama el cine de Spike Jonze y su auto favorito es uno que dice tutti frutti. Mientras crece y se vuelve adulto, este niño siente culpa y sobre todo miedo acerca de ser descubierto siendo gay. 

### Análisis
Aceptarse a sí mismo sin miedo es uno de los principales objetivos de la novela ya que el medio es protagonista de la historia de Gay Gigante que genera un instinto de supervivencia en miembros del colectivo LGBT+ busquen protegerse del rechazo de la sociedad y de la posibilidad de morir solos y vulnerables.Como autobiografía busca plasmar las experiencias desde la niñez hasta la adultez de Gabriel Ebensperger en los años noventa permitiendo comprender el rechazo del mundo que lo rodeaba a causa de su orientación sexual. 

## Autor
Gabriel Ebensperger Satt nació el 16 de junio de 1983 en Viña del Mar, Chile. Estudió Diseño Gráfico en la Pontificia Universidad Católica de Valparaíso. Participó en el libro compilatorio Ilustración a la chilena (2013, Plop Galería y Ocho Libros) que fue lanzado en el segundo Festival Internacional de Ilustración de Santiago con una exposición en el Centro Cultural Palacio de la Moneda. En 2014 condujo junto a Camila Gutiérrez la primera temporada de Ciudad Cola en Súbela Radio. En 2015 dejó su vida en Santiago y regresó a su ciudad natal para dedicarse a escribir Gay Gigante.

El miedo es una emoción que mal manejada se puede transformar en odio. Odio a otros y odio a ti mismo. Creo que el único antídoto es la empatía.
Gabriel Ebensperger

## Reconocimientos
- 5ta edición de la medalla Colibrí por IBBY como mejor Narrativa Gráfica – Novela Gráfica/Cómic (Chile, 2016).[14][15]
- Finalista en la 35a edición de los premios de Literatura Lambda como historieta LGBTQ (Estados Unidos, 2023).[16]

## Reacciones
- En la semana del 19 al 25 de febrero de 2016 lidero en el quinto puesto uno de los libros más vendidos del verano (género ficción) según el ranking del diario El Mercurio. [17][18]
- Durante un taller en el Centro de Creación y Comunidad Infante 1415, Gabriel Ebensperger intervenido el ventanal de la entrada como muchos otros autores cuyas intervenciones duraban semanas, justamente la intervención de Gabriel no permaneció más que un par de horas por indicación de Patricio Ovalle quien dejó ver rasgos de homofobia hacia la intervención. [19]
- A juicio del escritor Pablo Simonetti, Gay Gigante es “una autobiografía que sirve como guía para el autorrespeto. Para sentirse menos solo. Un libro que acompañará a niños y jóvenes”.[17]